# Torpado
Torpado è una fabbrica italiana di biciclette che è stata fondata nel 1895 a Padova.

## Storia
La Ditta fu fondata nel 1895 da Carlo Torresini. Il nome della Ditta è l'acronimo di TORresini-PADOva.
Fra il 1951 e il 1962, l'azienda Torpado ha sponsorizzato un team che ha gareggiato in 11 edizioni del Giro d'Italia.
Nel 2001 l'azienda è stata comprata da Cicli Esperia, che ha acquisito altri marchi storici come Bottecchia, Graziella, Stucchi, Legnano, e nel 2006 Fondriest, fondata dal ciclista professionista Maurizio Fondriest.
Attualmente si sono specializzati nel produrre mountain bike e sono sponsor di alcuni team professionali di mountain bike chiamato "Torpado Factory Team".